# Río Almá (Crimea)
El río Almá (en ucraniano y ruso: Альма́, en tártaro de Crimea: Alma, Алма) es un pequeño río costero de Crimea que, tras discurrir por la República Autónoma de Crimea de Ucrania y reclamada por República de Crimea de Rusia, desemboca en el mar Negro. Su desembocadura está a medio camino entre Eupatoria y Sebastopol. Almá es la palabra en tártaro de Crimea para "manzana". Cerca del río Almá los ejércitos aliados británicos, franceses y otomanos derrotaron a los rusos a las órdenes del príncipe Aleksandr Serguéyevich Ménshikov el 20 de septiembre de 1854, en la Batalla del río Almá, aunque por fin fueron los rusos quienes se impusieron ocupando y anexionándose Crimea, situación que se ha perpetuado hasta nuestros días.